# Сан Кристофоро-Кверчи Алтјери (Кјети)
Сан Кристофоро-Кверчи Алтјери (итал. San Cristoforo-Querci Altieri) је насеље у Италији у округу Кјети, региону Абруцо.
Према процени из 2011. у насељу је живело 225 становника. Насеље се налази на надморској висини од 508 м.